# فرودگاه تان هوا
فرودگاه‌تان هوا (به انگلیسی: Thanh Hoa Airport) (به زبان بومی: Sân bay Thanh Hoá) یک فرودگاه غیرنظامی است . این فرودگاه در کشور ویتنام قرار دارد.